# Мора Вальверде, Мануэль
Мануэль Мора Вальверде (исп. Manuel Mora Valverde; 27 августа 1909 — 29 декабря 1994 года) — деятель коммунистического и рабочего движения Коста-Рики.

## Биография
Родился в Сан-Хосе в просвещённой, но бедствующей рабочей семье. Был первенцем среди двенадцати братьев; застал смерть двух своих болевших младших сестёр, умерших из-за нищеты семьи. Его отец Хосе Рафаэль Мора сумел стать главным строителем, руководившим общественным работами во время президентства его друга президента Альфредо Гонсалеса Флореса (1914—1917).
В девять лет Мануэль Мора Вальверде с группой друзей бежал в Никарагуа, чтобы присоединиться к вооруженной оппозиции Федерико Тиноко Гранадосу. В Лицее Коста-Рики преуспел в точных науках, и директор предложил ему стипендию для изучения математики в Париже при поддержке тогдашнего министра образования Луиса Доблеса Сегреда, но Мора отклонил предложение и решил поступить на юридический факультет. По профессии стал адвокатом.
В 1920—1930-е годы руководил студенческим и молодёжным движениями страны. Отличился и как профсоюзный деятель — под его началом прошло несколько забастовок рабочих банановых плантаций. В 1931 году участвовал в основании Рабоче-крестьянской партии (впоследствии переименованной в Коммунистическую и затем в партию «Народный Авангард»). Разработал собственную теорию «креольского коммунизма» (Comunismo a la tica), отличного от советского и сталинистского.
В 1934—1948 и 1970—1974 годах — депутат Законодательного собрания Коста-Рики. Был кандидатом в президенты на выборах 1936 и 1940 годов, набрал 5,3 % и 9,8 % голосов соответственно. Добился проведения в Коста-Рике ряда социальных реформ в духе «Нового курса» Ф. Д. Рузвельта, активно боролся за принятие парламентом законодательства о социальных гарантиях и Трудового кодекса (1943).
Во время Второй мировой войны организовал Антинацистский комитет Коста-Рики, на выборах 1944 году поддержка его партией кандидатуры Теодоро Пикадо Михальского сыграла важную роль в его победе над консервативным Леоном Кортесом Кастро. Был одним из лидеров проправительственных сил во время гражданской войны в Коста-Рике 1948 года. После окончания войны был выслан в Мексику, вернулся на родину в 1950 году.
В 1948—1949 годах генеральный секретарь ЦК ПНА, в 1949—1957 годах председатель ПНА, в 1957—1962 годах генеральный секретарь ЦК ПНА, в 1962—1966 годах первый секретарь ЦК ПНА, с 1966 года генеральный секретарь ЦК ПНА. За политическую деятельность неоднократно подвергался арестам. Смена в правительстве Хосе Фигераса Феррера на Альберто Оримуно Флореса в 1959 году заставила Мору вновь отправиться в изгнание, на сей раз на Кубу. Во время запрета революционных левых партий участвовал в деятельности Партии социалистического действия. В 1978 году возглавил исполком избирательного альянса «Объединённый народ».
Награждён Орденом Дружбы народов (1979). За свой вклад в рабочее движение и создание государства всеобщего благосостояния Мора был удостоен Законодательным собранием звания Benemérito de la Patria.